# История железнодорожного транспорта
Данная статья описывает историю железных дорог, начиная со времени их возникновения.

## Предпосылки появления железных дорог

### Появление паровой машины и прообраза локомотива
В 60—90-х годах XVIII века сначала в Англии, а затем и в других странах начался промышленный подъём. Вместо ручного труда появилось машинное производство, вместо ремесленных мастерских и мануфактур — крупные промышленные предприятия.
Английский кузнец Томас Ньюкомен в 1712 году продемонстрировал свой «атмосферный двигатель». Это был усовершенствованный паровой двигатель Севери, в котором Ньюкомен существенно снизил рабочее давление пара. Первым применением двигателя Ньюкомена была откачка воды из глубокой шахты.
В 1763 году русский инженер И. И. Ползунов представил проект парового двигателя для подачи воздуха в плавильные печи. Паровая машина Ползунова имела мощность 40 лошадиных сил и была, как и двигатели Ньюкомена, атмосферической машиной.
В 1773 году Дж. Уатт строит свою первую действующую паровую машину. А в 1774 году, совместно с промышленником Мэттью Болтоном, Уатт открывает компанию по производству паровых машин.
Настоящую революцию в промышленности произвела первая универсальная паровая машина, созданная инженером Джеймсом Уаттом в 1784 году. С этого момента паровая машина перестаёт быть привязана к угольным шахтам. Её начинают применять на заводах, устанавливать на пароходы.
Паровой двигатель дал мощный толчок развитию транспорта. В 1769 году французский артиллерийский офицер Жозеф Кюньо изобрёл первую паровую повозку для передвижения тяжёлых орудий. Она оказалась громоздкой и во время испытаний на улицах Парижа пробила стену дома. Эта повозка нашла своё место в Парижском музее искусств и ремёсел.
В 1802 году английский конструктор Ричард Тревитик сделал паровой автомобиль. Экипаж двигался с грохотом и чадом, пугая пешеходов. Его скорость достигла 10 км/ч. Чтобы получить такую скорость движения, Тревитик сделал огромные ведущие колёса, которые были хорошим подспорьем на плохих дорогах.

### Появление рельсового пути

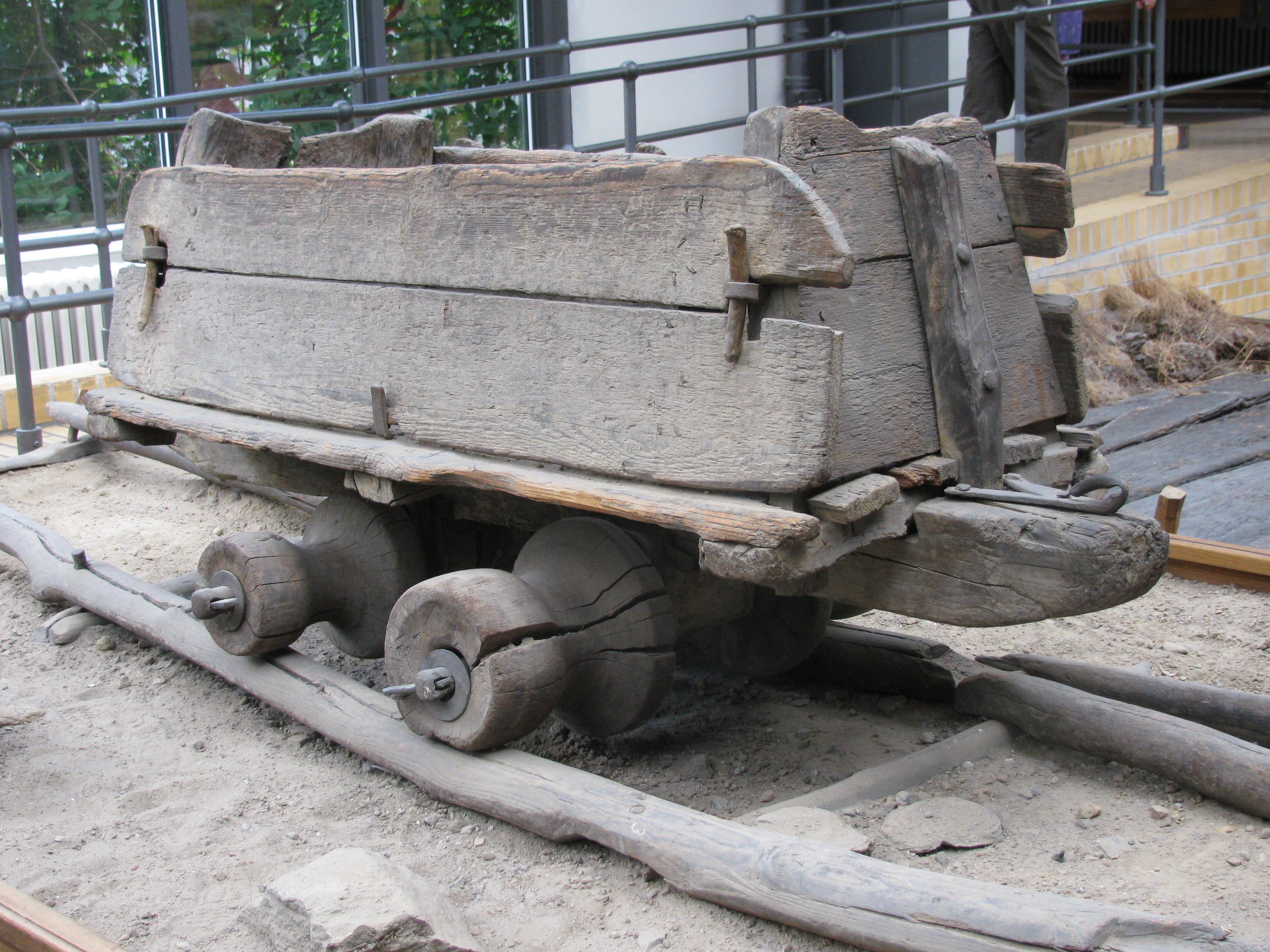
Шахтный деревянный рельсовый путь и вагонетка, Германия, XVI век. Немецкий технический музей

Одним из предшественников рельсового пути был древнегреческий диолк — каменная дорога-волок для перевозки кораблей через Коринфский перешеек. В качестве направляющих служили глубокие желоба, в которые помещали полозья, смазанные жиром.
В XVI веке на шахтах Германии и соседних регионов использовались деревянные рельсовые пути и вагонетки, колёса которых были снабжены ребордами. В некоторых регионах Англии деревянные рельсовые дороги для вагонеток были известны во время правления королевы Елизаветы I (вторая половина XVI века), в XVII веке они получили широкое распространение в горнодобывающих районах Англии, а в XVIII веке их постепенно вытеснили железные рельсовые дороги.
Первой наземной рельсовой дорогой считается деревянная «Уоллатонская вагонная дорога» (англ. Wollaton Wagonway). Эта рельсовая дорога длиной примерно три километра была построена между 1603 и 1604 годами для перевозки угля на конной тяге между посёлками Стрелли (англ. Strelley) и Уоллатон (англ. Wollaton) рядом с Ноттингемом. Точное время закрытия дороги неизвестно, но шахты Стрелли были закрыты в 1620 году. Скорее всего, тогда же прекратила своё существование и рельсовая дорога.
В 1755 году для перевозки породы на рудниках Алтая уже был построен узкоколейный путь с деревянными рельсами, по которым двигались деревянные же вагонетки. Вдоль пути была натянута тросовая петля. Для приведения её в движение использовались лошади, вращавшие шкив. На каждой вагонетке имелось по два зажима, которые можно было поочерёдно прицеплять к одной или другой стороне петли ведущего троса. Благодаря этому имелась возможность останавливать вагонетки или изменять направление их движения при непрерывном движении ведущего троса.
В 1784 году в садах Ораниенбаума императрица Екатерина II устроила грандиозный аттракцион «Русские горки», с которых её приближённые зимой скатывались на санках, а летом на специальных колёсных тележках, направляемых по рельсам для обеспечения безопасности при движении на больших скоростях.
В 1788 году в Петрозаводске появляется «Чугунный колесопровод» — первая в России железная дорога. Железная дорога была построена на Александровском заводе для нужд предприятия. (Ныне участки первой российской железной дороги хранятся в Петрозаводске около здания музея ОТЗ и в Губернаторском саду; кроме того, в Губернаторском саду сохранены колёса от вагонетки).

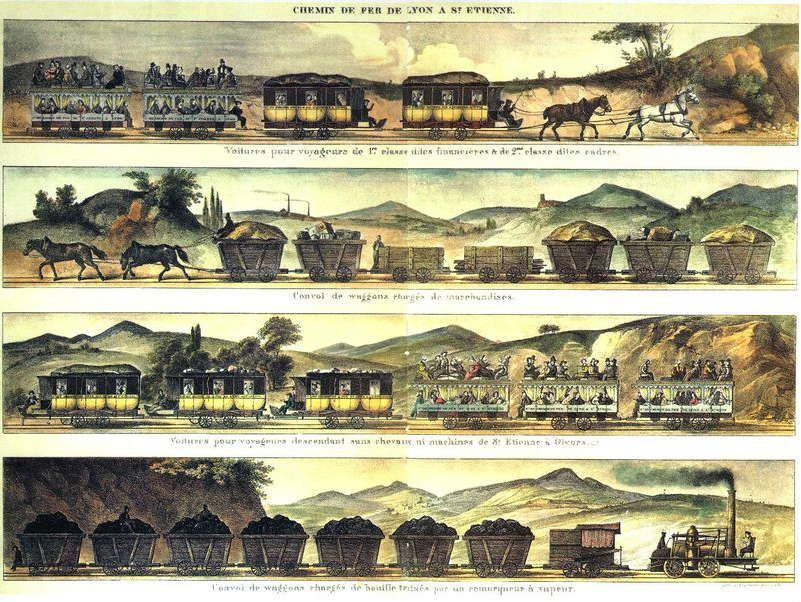
Изображение железной дороги Сент-Этьен — Лион, которая была открыта в 1828 году и сначала использовала конную тягу

Долгое время рельсовые пути сооружались только на рудниках и заводах, но потом стали появляться более длинные рельсовые дороги с конной тягой. Первая такая рельсовая дорога для перевозки грузов была устроена в 1803 году в Великобритании между Уондсуортом и Кройдоном. В 1806 году в Великобритании была открыта железная дорога Суонси и Мамблза с конной тягой, которая с 1807 года стала перевозить и пассажиров.
Затем получили распространение городские пассажирские рельсовые дороги с конной тягой.

### Появление паровоза

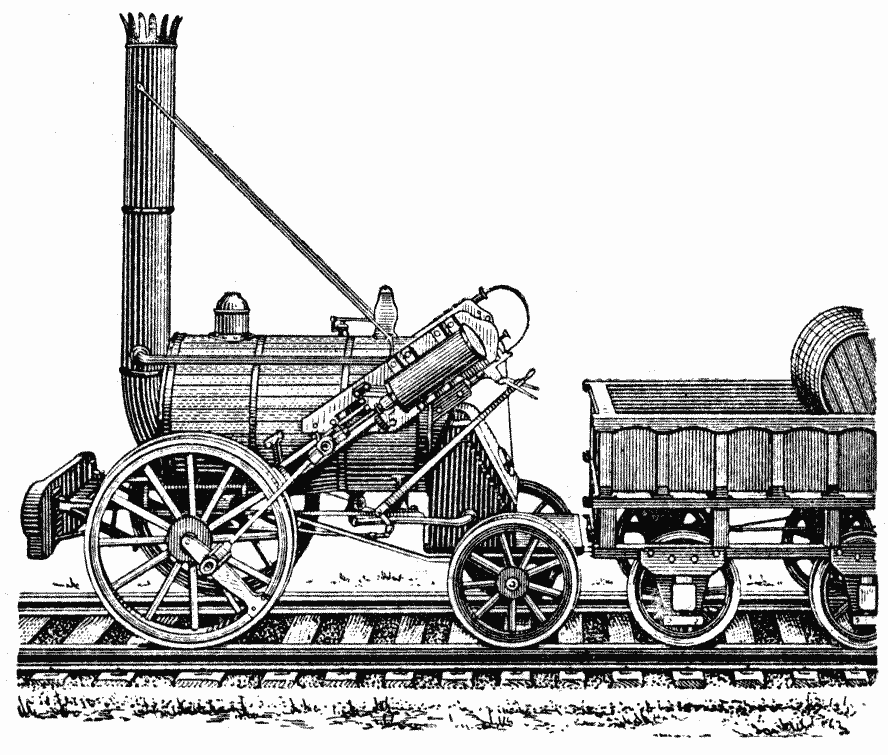
Паровоз «Ракета» Стефенсона.

Первый паровоз был построен в 1804 году Ричардом Тревитиком, в молодости знакомым с Джеймсом Уаттом, изобретателем паровой машины. Однако железо в те годы было слишком дорого, а чугунные рельсы не могли выдерживать тяжёлую машину.
В последующие годы многие инженеры пытались создавать паровозы, но самым успешным из них оказался Джордж Стефенсон, который в 1812—1829 годах не только предложил несколько удачных конструкций паровозов, но и сумел убедить шахтовладельцев построить первую железную дорогу из Дарлингтона к Стоктону, способную выдержать паровоз. Позднее паровоз Стефенсона «Ракета» выиграл специально устроенное соревнование и стал основным локомотивом первой общественной дороги Манчестер — Ливерпуль.

## Становление железных дорог

### Европа

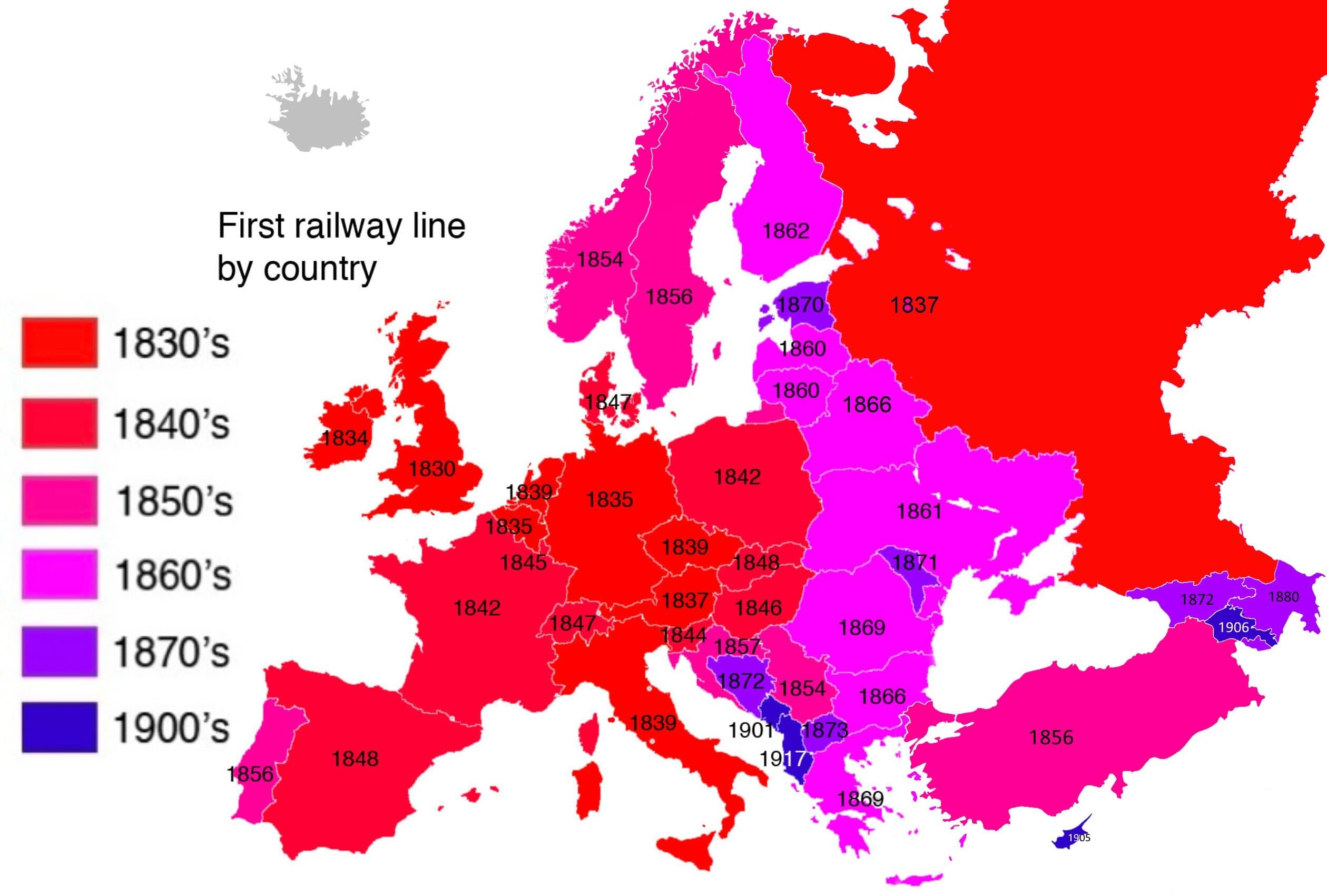
Страны Европы по дате открытий железнодорожных линий

#### Великобритания
| Год  | Длина, км |
| ---- | --------- |
| 1830 | 158       |
| 1835 | 544       |
| 1840 | 2390      |
| 1845 | 3928      |
| 1850 | 10665     |
| 1855 | 13325     |
| 1860 | 16826     |

Первой железной дорогой, на которой были организованы регулярные пассажирские перевозки, стала в 1807 году Железная дорога Суонси и Мамблза в Уэльсе. Так как работоспособных паровозов в то время ещё не было, в качестве тяговой силы использовались лошади.
Первая в мире железная дорога общего пользования с паровой тягой была построена в Англии Джорджем Стефенсоном в 1825 году — между Стоктоном и Дарлингтоном, и была протяжностью 40 километров (26 миль). Первая железная дорога между относительно крупными городами была открыта в 1830 году и соединила промышленный центр Манчестер с портовым городом Ливерпуль (56 км). На линии также использовались паровозы Стефенсона. К 1840 году протяжённость железных дорог в Великобритании составила 2390 км.

#### Континентальная Западная Европа
Первая железная дорога континентальной Европы была построена в Бельгии  между Мехеленом и Брюсселем по проекту инженеров Пьера Симонса  и Гюстава Де Риддера. Она открылась 6 мая 1835 года.
Первая железная дорога в Германии была открыта между баварскими городами Нюрнбергом и Фюртом в 1835 году.
Развитию железных дорог мешало государственное регулирование и общественное мнение:

…Железные дороги помешают коровам пастись, куры перестанут нести яйца, отравленный дымом воздух будет убивать пролетающих мимо птиц… дома близ дороги погорят… в случае взрыва паровоза будут разорваны на куски все пассажиры… (из. англ. прессы 1820-х годов)
В Германии эти опасения поддерживала Баварская главная медицинская комиссия, которая предупреждала об опасности развития у пассажиров болезни мозга из-за быстрого движения.

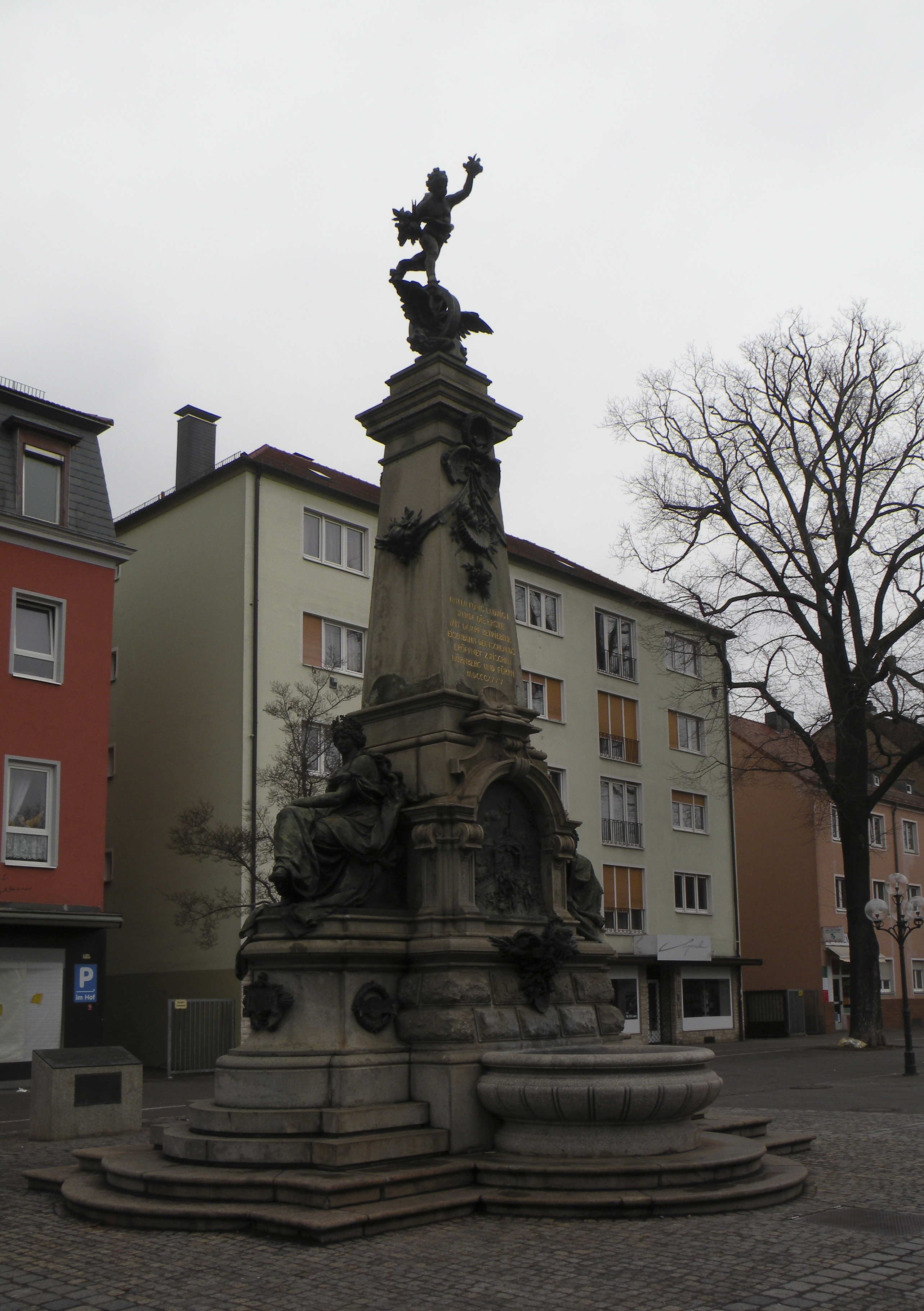
Памятник - фонтан в Нюрнберге
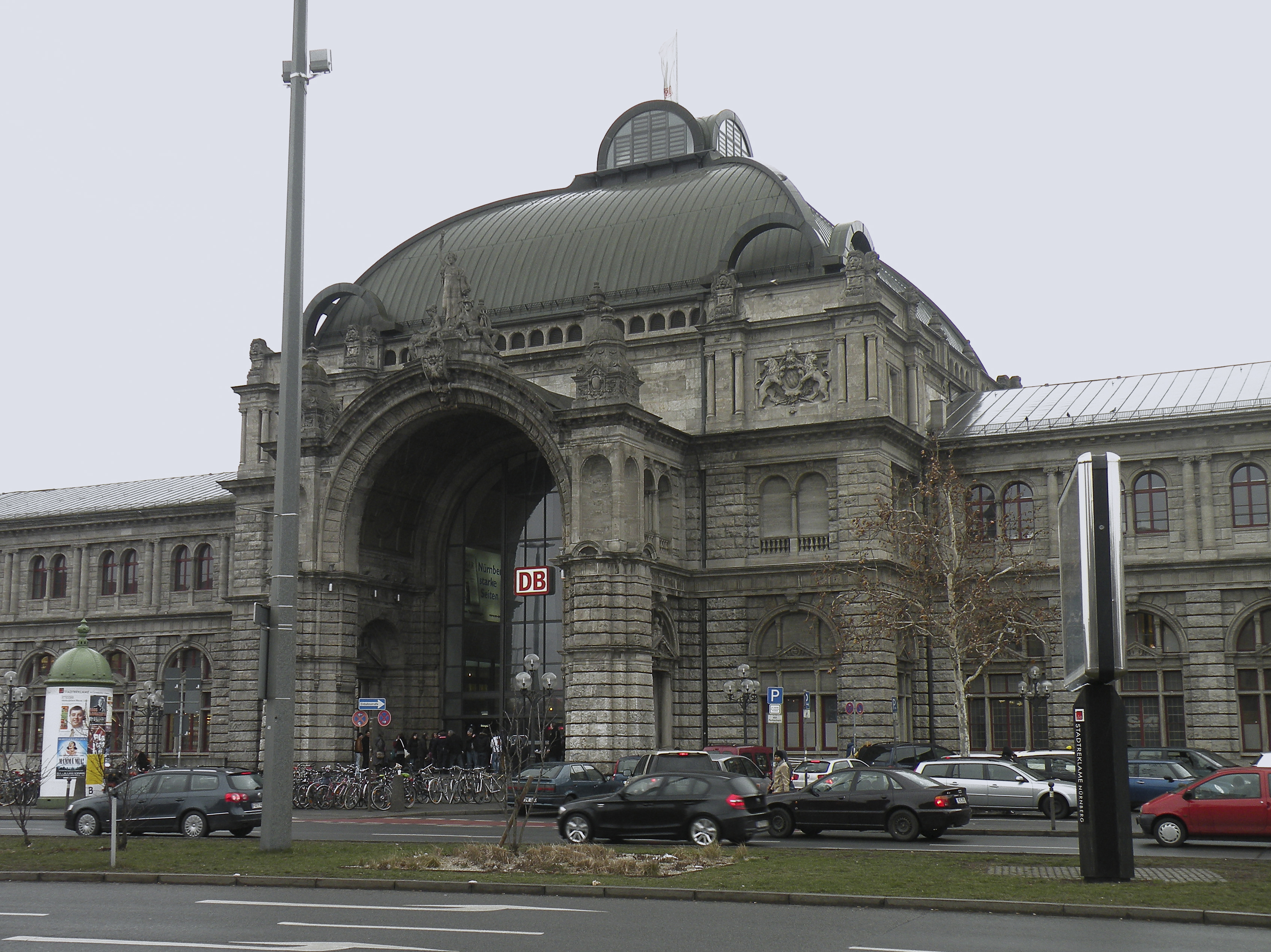
Центральный вокзал Нюрнберга
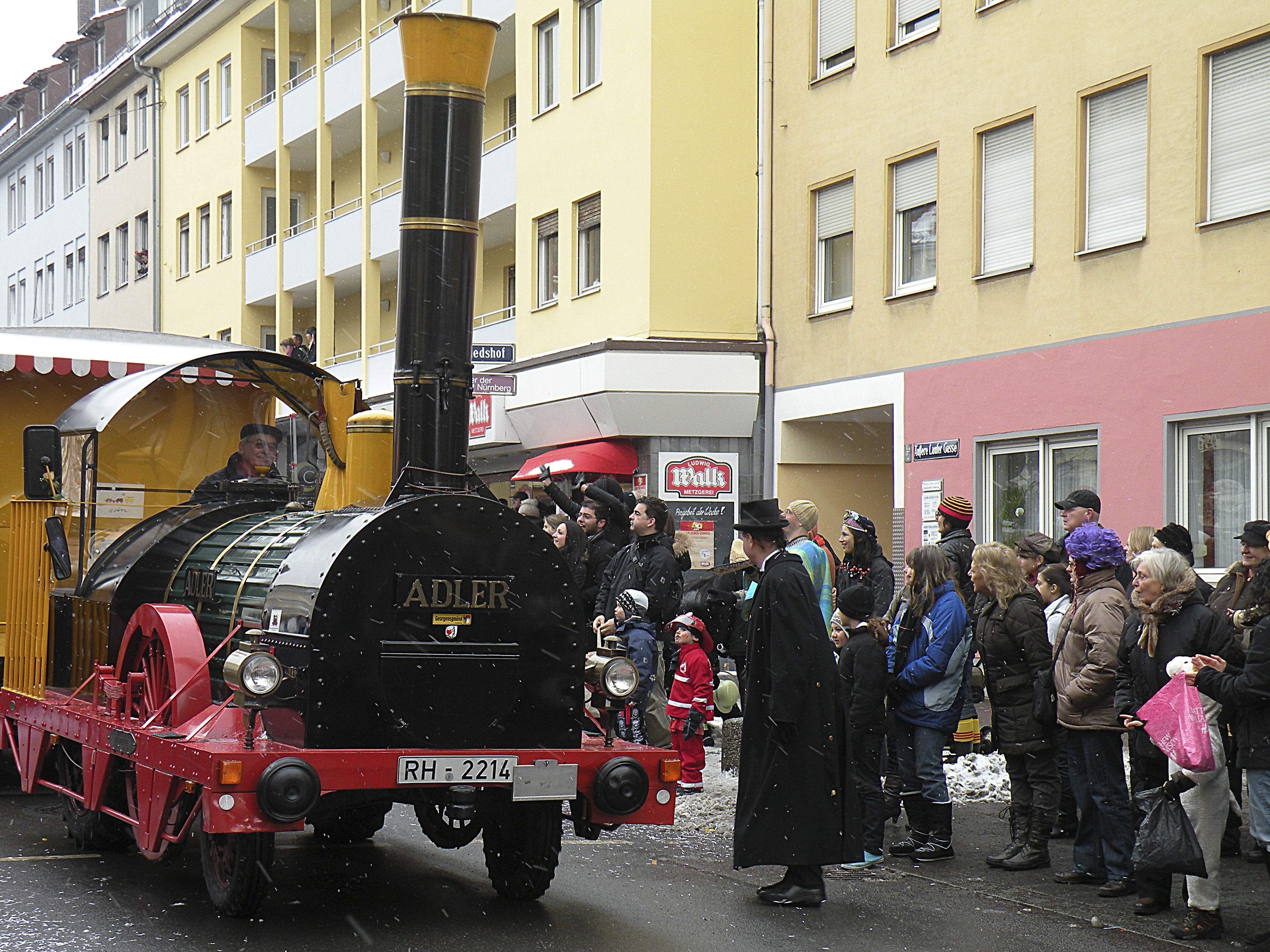
Модель первого паровоза "Адлер" на линии Нюрнберг - Фюрт
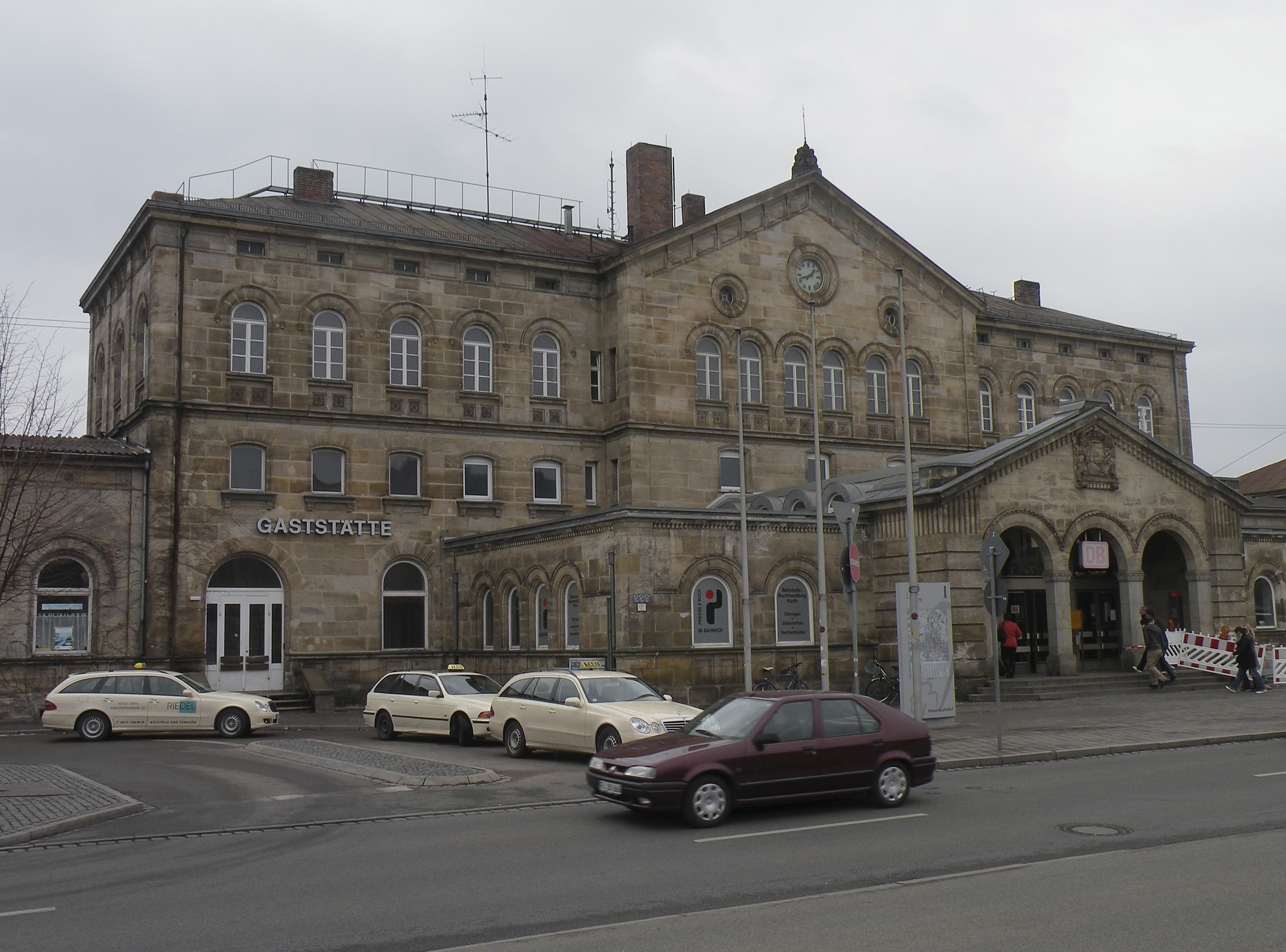
Вокзал Фюрта
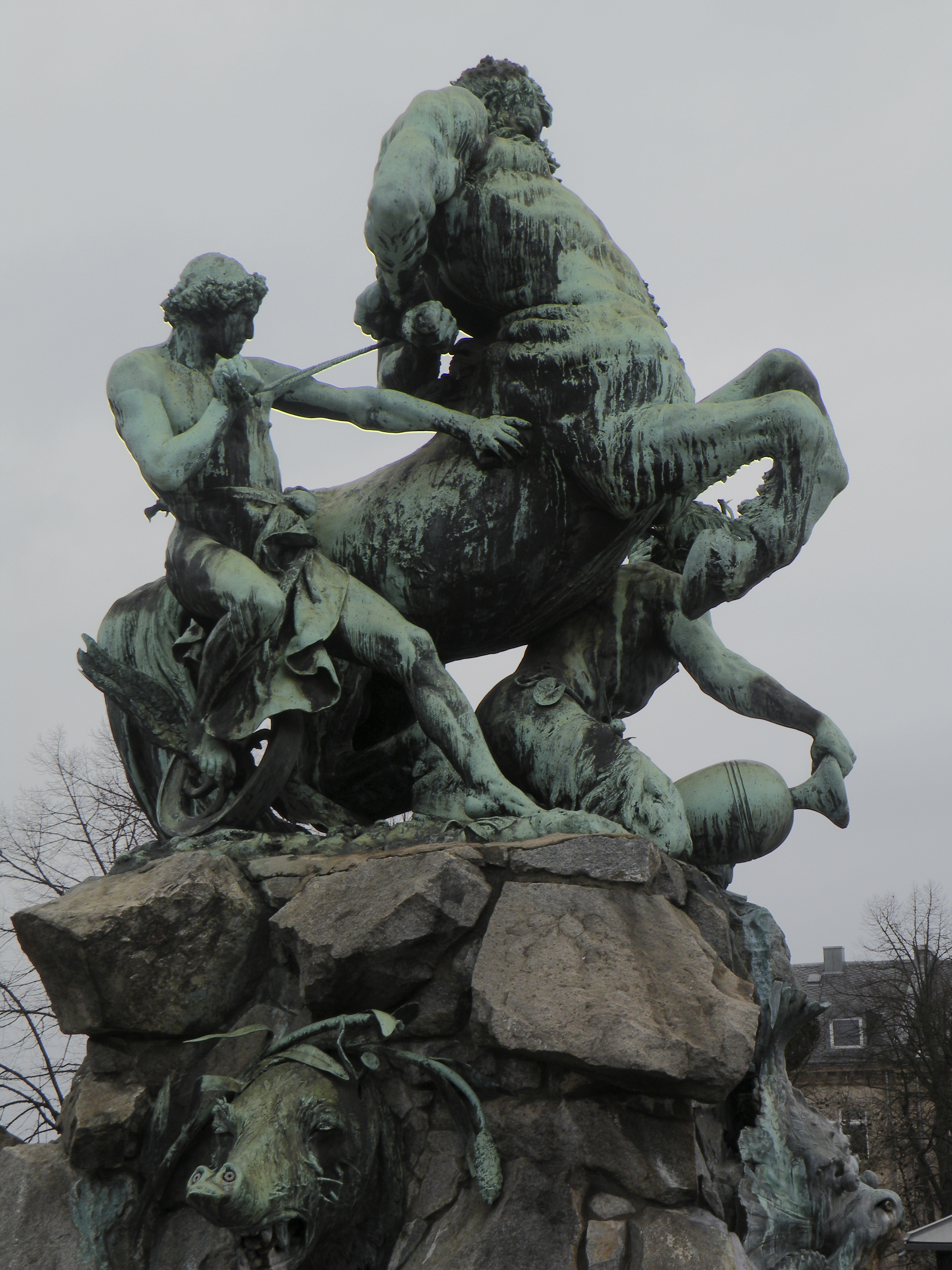
Памятник - фонтан в Фюрте
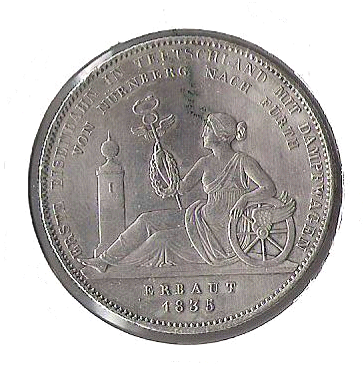
Исторический талер 1835 года в честь открытия первой железной дороги в Германии

### Соединенные Штаты Америки
Железнодорожная история США берёт своё начало с 1815 года, когда полковник Джон Стивенс (John Stevens) получил т. н. железнодорожную хартию на строительство железнодорожной компании Нью-Джерси (New Jersey Railroad Company), которая позже станет частью Пенсильванской железной дороги. К тому времени развитого сухопутного транспорта, одновременно и удобного, и быстрого, и дешёвого, не существовало. Поэтому развитие железных дорог являлось прогрессивным решением.
Первые короткие железные дороги на паровой тяге для промышленных нужд появились в США в конце 1820-х годов. Построить железнодорожные пути не составляло особого труда. Куда хуже дело обстояло с локомотивами. Тогда в 1826 году всё тот же Стивенс сконструировал и провёл первые испытания своего парового локомотива «Steam Wagon» (которые называли «a steam-powered horse carriage» — паровая конка). Для проведения испытаний Стивенс сконструировал круговой трек в своём имении в Хобокен, Нью-Джерси. Испытания прошли успешно.
Далее в 1829 году Гортарио Ален (Hortario Allen) будучи главным инженером судоходной компании Делавер-Хадсон (Delaware & Hudson) провёл успешные испытания простого, с точки зрения инженерии, английского локомотива, получившего название Stourbridge Lion, между Хонесдейл и Карбонвейл, штат Пенсильвания.
Эти три события (хартия и 2 паровоза) послужили отправной точкой развития железных дорог в США, которое полноценно началось в конце 20-х годов XIX века.
Первая дорога общественного пользования с пассажирским движением открылась в 1830 году в штате Мэриленд (Baltimore and Ohio Railroad).
Для пассажирских перевозок в том же году были спроектированы паровозы Tom Thumb, построенный американцем Питером Купером и «The Best Friend Of Charleston», построенный «South Carolina Canal and Rail Road Company» в West Point Foudry в Нью-Йорке. Паровоз зарекомендовал себя как надёжный вид транспорта. Поэтому железные дороги стали напрямую конкурировать с судоходством.
Однако общественность считала паровые машины «Сынами дьявола» и что путешествие на них, кроме «сотрясения мозга», ни к чему не приводит. Тем не менее преимущество их над пароходами было бесспорным. Ярким примером служит эксперимент, точнее соревнование, между паровозом и пароходом. Его условия были просты: пройти определённый путь как можно быстрее. Для этого был выбран маршрут между городами Цинциннати и Сент-Луис. Расстояние по воде составляло 702 мили и было преодолено пароходом за 3 дня. Паровоз же затратил всего 16 часов, и расстояние ему пришлось пройти всего в 339 миль.

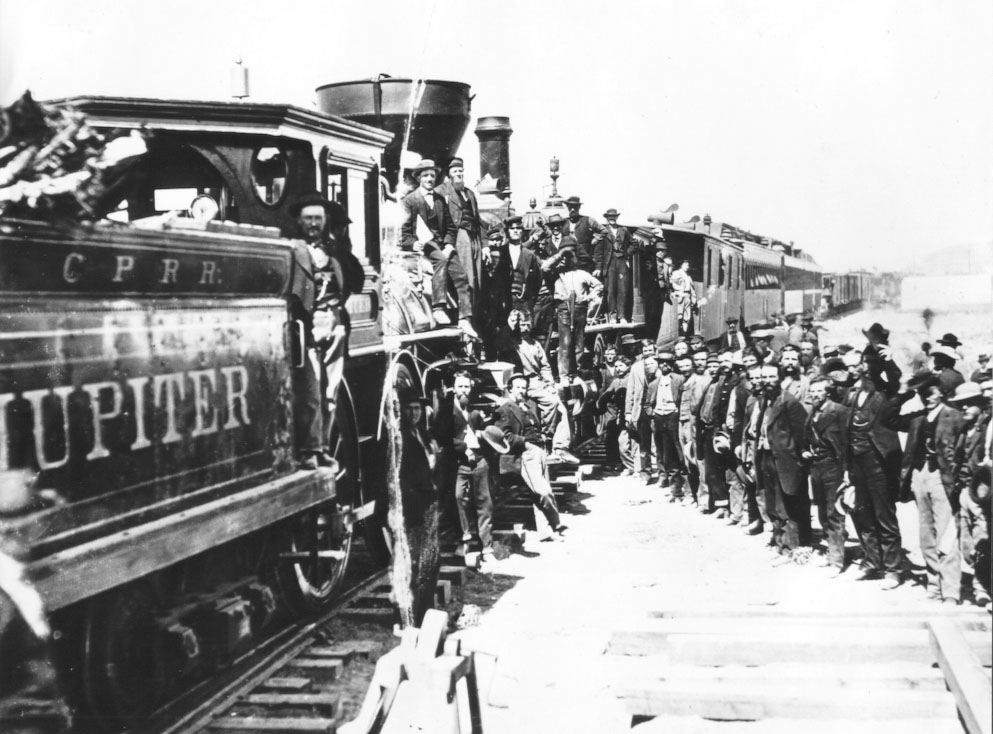
Открытие первой трансконтинентальной железной дороги в США, 10 мая 1869 г.

За 10 лет (1830—1840) протяжённость железных дорог в США увеличилась с 40 миль до 2755 миль (4,4 тыс. км). А перед началом Гражданской войны, в 1860 году, составляло более 30 тысяч миль.
Развитие сельского хозяйства привело к бурному росту строительства железных дорог. Поскольку фермы с самого начала работали на рынок, для вывоза их продукции необходимы были современные пути сообщения.
Примерно с 1865 года начинается «Золотой век» железных дорог в США. За 50 лет с (1865—1916) развитие железных дорог приняло грандиозный масштаб: железнодорожная сеть увеличилась с 35 000 до 254 000 миль. К 1916 году практически 100 % внутригосударственных перевозок (пассажирских и грузовых) осуществлялись по железной дороге.
Ещё до начала строительства железнодорожным компаниям были предоставлены правительственные субсидии из расчёта от 16 до 48 тыс. долларов на каждую милю будущего пути. Трассу при этом определяли сами компании и естественно постарались максимально её удлинить, в результате железные дороги оказались чрезвычайно извилистыми, впоследствии их пришлось спрямлять. Кроме того, компаниям предоставлялась в собственность земля на 10 миль в каждую сторону от прокладываемой дороги. Так, владельцы железных дорог получили в собственность за 1870—1880 годы 242 тыс. миль² земли, в то время как переселенцы согласно Гомстед-акту (за этот период) — только 65. Железнодорожные магнаты вымогали крупные субсидии и участки земли у городов и графств, угрожая в противном случае направить железную дорогу мимо них.
Однако железнодорожное строительство имело важные последствия для Соединённых Штатов. Во-первых, была создана инфраструктура, окончательно связавшая в единое целое внутренний рынок. Во-вторых, железнодорожное строительство способствовало подъёму металлургии и транспортного машиностроения. Особенно это проявилось тогда, когда чугунные рельсы начали заменять стальными. Железнодорожное строительство предъявляло настолько большой спрос на рельсы, что, несмотря на огромный рост металлургии и высокие ввозные пошлины, вплоть до 90-х годов стальные рельсы ещё частично импортировались из Англии. Важным результатом железнодорожного строительства было накопление капитала акционерных компаний, бравших подряды на строительство трансконтинентальных дорог.
Однако во время Первой мировой войны федеральное правительство США взяло под свой контроль железнодорожную сферу. С этого момента можно считать, что Золотой век железных дорог в США начинает заканчиваться. К 1920 году железные дороги вновь были переданы в частные руки, но возвращены они были в ветхом состоянии, и нуждались в кардинальной реконструкции и существенном улучшении.
В 1920 году федеральным правительством был принят «Закон о транспортных перевозках», что стало последним этапом в федеральном регулировании. «Золотой век» в железнодорожном строительстве США завершился.

### Россия
Российское правительство озаботилось вопросами прокладки железной дороги в начале XIX века.
Базой для этого направления стал Департамент водных коммуникаций, созданный в 1798 году по утверждённому императором Павлом I проекту. Организацию возглавил Н. П. Румянцев.
Департамент при Румянцеве действовал успешно, активно развивался и в 1809 году расширил свои полномочия и был переименован в Управление водяными и сухопутными сообщениями. На базе, построенной Румянцевым, в том же 1809 году был создан военный Институт корпуса путей сообщения.
После победы в Отечественной войне 1812 года работы над усовершенствованием системы коммуникаций были продолжены.
В завершающую стадию они вступили во второй четверти XIX века. Институт корпуса путей сообщения выпустил плеяду высококвалифицированных, современных специалистов для строительства и эксплуатации российских железных дорог.
Кроме решения технических и кадровых вопросов, необходимо было преодолеть общественное мнение: в России в это время количество противников строительства железных дорог существенно превалировало над сторонниками. 
Основным доводом противников строительства железных дорог был климат — полгода зимы с морозами и вьюгами:

…да и где взять такую тьму топлива, чтобы вечно не угасал огонь под ходуном-самоваром?
Одновременно с подготовкой инженерных кадров Ф. Герстнером в 1837 году была построена Царскосельская железная дорога, связавшая столицу с Царским селом.
Этот полигон позволил выполнить следующую задачу — строительство к 1848 году Варшаво-Венской железной дороги, потом к 1851 году двухпутной железной дороги Санкт-Петербург — Москва, а затем к 1862 году дороги Санкт-Петербург — Варшава.
В 1851 году Николай I поделил технический персонал, обслуживающий железнодорожные пути, на роты, и с 6 августа появились железнодорожные войска. Согласно указу императора было сформировано 14 отдельных военно-рабочих, две кондукторские и «телеграфическая» роты общей численностью 4340 человек, что и положило начало формирования первых военно-железнодорожных подразделений. Им было предписано поддержание в исправном состоянии железнодорожного пути, обеспечение бесперебойной работы станций охраны мостов и железнодорожных переездов.
Первые железные дороги Российской империи общего пользования — Царскосельская и Варшаво-Венская имели ширину колеи 1829 и 1435 мм соответственно. На заседаниях комитета железных дорог, руководившего проектированием и строительством дороги Москва-Петербург, большинство его участников первоначально выступало за строительство новой магистрали с шириной колеи 6 футов (1829 мм) — такой же, как у Царскосельской железной дороги. Однако американский инженер Д. Уистлер, приглашённый в качестве консультанта для сооружения дороги, настоял на ширине колеи в 5 футов (1524 мм). Железные дороги такой колеи были на тот момент широко распространены в США.
К 1855 году совокупная протяженность железных дорог в России составила 653 мили по сравнению с 17 398 милями в США и 8054 милями в Англии.

## Железнодорожный бум
Во второй половине 80-х годов XIX века был достигнут наивысший уровень прироста мировой железнодорожной сети в истории. За десять лет, с 1880 по 1890 г., железнодорожная сеть выросла на 245 тыс. км., достигнув 617,3 тыс. км. Железнодорожные капиталовложения в мировую сеть за этот пятилетний период составили около 2 млрд фунтов стерлингов, достигнув общей суммы 7 млрд фунтов стерлингов.
По темпам и абсолютному приросту железных дорог впереди шли США, где гигантский размах железнодорожного строительства стимулировал интенсивный рост промышленного производства средств производства. К 1916 году США достигли пика протяжённости железнодорожной сети - 429 тыс. км, после чего она стала уменьшаться.

## Железные дороги в XX веке

### Развитие прогрессивных видов тяги

#### Электрическая тяга

##### Появление электротяги
Днём рождения электрической тяги принято считать 31 мая 1879 г., когда на промышленной выставке в Берлине демонстрировалась первая электрическая железная дорога длиной 300 м, построенная Вернером Сименсом. Электровоз, напоминавший современный электрокар, приводился в движение электродвигателем мощностью 9,6 кВт (13 л. с.). Электрический ток напряжением 160 В передавался к двигателю по отдельному контактному рельсу, обратным проводом служили рельсы, по которым двигался поезд — три миниатюрных вагончика со скоростью 7 км/ч, скамейки вмещали 18 пассажиров.
В том же 1879 году была пущена внутризаводская линия электрической железной дороги протяжённостью примерно 2 км на текстильной фабрике Дюшен-Фурье в г. Брейль во Франции. В 1880 г. в России Ф. А. Пироцкому удалось электрическим током привести в движение большой тяжёлый вагон, вмещавший 40 пассажиров. 16 мая 1881 г. было открыто пассажирское движение на первой городской электрической железной дороге Берлин — Лихтерфельд.
Рельсы этой дороги были уложены на эстакаде в поперечном креплении и выложены в двойном размере от номинальной нормы.

##### Начальный этап
Несколько позже электрическая железная дорога Эльберфельд — Бремен соединила ряд промышленных пунктов Германии.
Первоначально электрическая тяга применялась на городских трамвайных линиях и промышленных предприятиях, особенно на рудниках и в угольных копях. Но очень скоро оказалось, что она выгодна на перевальных и тоннельных участках железных дорог, а также в пригородном движении. В 1895 г. в США были электрифицированы тоннель в Балтиморе и тоннельные подходы к Нью-Йорку. Для этих линий построены электровозы мощностью 185 кВт (50 км/ч).

##### Межвоенный период
После первой мировой войны на путь электрификации железных дорог вступают многие страны. Электрическая тяга начала вводиться на магистральных линиях с большой плотностью движения. В Германии электрифицируют линии Гамбург — Альтон, Лейпциг — Галле — Магдебург, горную дорогу в Силезии, альпийские дороги в Австрии. Электрифицировала северные дороги Италия. Приступили к электрификации Франция, Швейцария. В Африке появилась электрифицированная железная дорога в Конго. В России проекты электрификации железных дорог имелись ещё до первой мировой войны. Уже начали электрификацию линии. С.-Петербург — Ораниенбаум, но война помешала её завершить. И только в 1926 г. было открыто движение электропоездов между Баку и нефтепромыслом Сабунчи. 16 августа 1932 г. вступил в строй первый магистральный электрифицированный участок Хашури — Зестафони, проходящий через Сурамский перевал на Кавказе. В этом же году в СССР был построен первый отечественный электровоз серии Сс. Уже к 1935 году в СССР было электрифицировано 1907 км путей и находилось в эксплуатации 84 электровоза.

##### Современность
В настоящее время общая протяжённость электрических железных дорог во всем мире достигла 200 тыс. км, что составляет примерно 20 % общей их длины. Это, как правило, наиболее грузонапряженные линии, горные участки с крутыми подъёмами и многочисленными кривыми участками пути, пригородные узлы больших городов с интенсивным движением электропоездов.

##### Техническое развитие
Техника электрических железных дорог за время их существования изменилась коренным образом, сохранился только принцип действия. Применяется привод осей локомотива от электрических тяговых двигателей, которые используют энергию электростанций. Эта энергия подводится от электростанций к железной дороге по высоковольтным линиям электропередачи, а к электроподвижному составу — по контактной сети. Обратной цепью служат рельсы и земля.
Применяются три различные системы электрической тяги — постоянного тока, переменного тока пониженной частоты и переменного тока стандартной промышленной частоты 50 Гц. В первой половине текущего столетия до второй мировой войны применялись две первые системы, третья получила признание в 50-60-х годах, когда началось интенсивное развитие преобразовательной техники и систем управления приводами. В системе постоянного тока к токоприёмникам электроподвижного состава подводится ток напряжением 3000 В (в некоторых странах 1500 В и ниже). Такой ток обеспечивают тяговые подстанции, на которых переменный ток высокого напряжения общепромышленных энергосистем понижается до нужного значения и выпрямляется мощными полупроводниковыми выпрямителями, ранее использовались электромеханические или ртутные выпрямители.
Достоинством системы постоянного тока в то время была возможность применения коллекторных двигателей постоянного тока, обладающих превосходными тяговыми и эксплуатационными свойствами. А к числу её недостатков относится сравнительно низкое значение напряжения в контактной сети, ограниченное допустимым значением напряжения двигателей. По этой причине по контактным проводам передаются значительные токи, вызывая потери энергии и затрудняя процесс токосъёма в контакте между проводом и токоприёмником. Интенсификация железнодорожных перевозок, увеличение массы поездов привели на некоторых участках постоянного тока к трудностям питания электровозов из-за необходимости увеличения площади поперечного сечения проводов контактной сети (подвешивание второго усиливающего контактного провода) и обеспечения эффективности токосъёма.
Всё же система постоянного тока получила широкое распространение во многих странах, более половины всех электрических линий работают по такой системе.
Задача системы тягового электроснабжения — обеспечить эффективную работу электроподвижного состава с минимальными потерями энергии и при возможно меньших затратах на сооружение и обслуживание тяговых подстанций, контактной сети, линий электропередачи и т. д.
Стремлением поднять напряжение в контактной сети и исключить из системы электрического питания процесс выпрямления тока объясняется применение и развитие в ряде стран Европы (ФРГ, Швейцария, Норвегия, Швеция, Австрия) системы переменного тока напряжением 15000 В, имеющую пониженную частоту 16,6 Гц. В этой системе на электровозах используют однофазные коллекторные двигатели, имеющие худшие показатели, чем двигатели постоянного тока. Эти двигатели не могут работать на общепромышленной частоте 50 Гц, поэтому приходится применять пониженную частоту. Для выработки электрического тока такой частоты потребовалось построить специальные «железнодорожные» электростанции, не связанные с общепромышленными энергосистемами. Линии электропередачи в этой системе однофазные, на подстанциях осуществляется только понижение напряжения трансформаторами. В отличие от подстанций постоянного тока в этом случае не нужны преобразователи переменного тока в постоянный, в качестве которых применялись ненадёжные в эксплуатации, громоздкие и неэкономичные ртутные выпрямители. Но простота конструкции электровозов постоянного тока имела решающее значение, что определило её более широкое использование.
Это и обусловило распространение системы постоянного тока на железных дорогах СССР в первые годы электрификации. Для работы на таких линиях промышленностью поставлялись шестиосные электровозы серии Сс (для железных дорог с горным профилем) и ВЛ19 (для равнинных дорог). В пригородном движении использовались моторвагонные поезда серии Сэ, состоявшие из одного моторного и двух прицепных вагонов.
B первые послевоенные годы во многих странах была возобновлена интенсивная электрификация железных дорог. В СССР возобновилось производство электровозов постоянного тока серии ВЛ22. Для пригородного движения были разработаны новые моторвагонные поезда Ср, способные работать при напряжении 1500 и 3000 В.
В 1950-е годы был создан более мощный восьмиосный электровоз постоянного тока ВЛ8, а затем — ВЛ10 и ВЛ11. В это же время в СССР и Франции были начаты работы по созданию новой более экономичной системы электрической тяги переменного тока промышленной частоты 50 Гц с напряжением в тяговой сети 25 000 В. В этой системе тяговые подстанции, как и в системе постоянного тока, питаются от общепромышленных высоковольтных трёхфазных сетей. Но на них нет выпрямителей. Трехфазное напряжение переменного тока линий электропередачи преобразуется трансформаторами в однофазное напряжение контактной сети 25 000 В, а ток выпрямляется непосредственно на электроподвижном составе. Лёгкие, компактные и безопасные для персонала полупроводниковые выпрямители, которые пришли на смену ртутным, обеспечили приоритет этой системы. Во всем мире электрификация железных дорог развивается по системе переменного тока промышленной частоты.
Для новых линий, электрифицированных на переменном токе частотой 50 Гц, напряжением 25 кВ, были созданы шестиосные электровозы ВЛ60 с ртутными выпрямителями и коллекторными двигателями, а затем восьмиосные с полупроводниковыми выпрямителями ВЛ80 и ВЛ80с. Электровозы ВЛ60 также были переоборудованы на полупроводниковые преобразователи и получили обозначение серии ВЛ60к.

#### Опыты с другими видами тяги
Одним из результатов эволюции железной дороги является поезд, висящий под действием магнитной силы. Испытания этой системы многообещающие. С другой стороны, эксперименты были направлены на создание гравитационного поезда, приводимого в движение силой тяжести, наподобие поездов парка аттракционов, которые, будучи запущенными один раз, движутся вперёд благодаря своей собственной инерции.
В СССР предпринимались попытки разработать локомотив с атомной энергетической установкой. Его положительные стороны (неограниченная автономность, высокая тяговооружённость) перекрывались серьёзными недостатками (экологическая опасность, необходимость реконструкции инфраструктуры железных дорог), и разработки в этой области были прекращены.

## Железные дороги в настоящее время

### Международное сотрудничество
Первый опыт международного сотрудничества в сфере железных дорог относится к 1893 году, когда в соответствии с Бернской конвенцией о железнодорожных перевозках грузов было создано Центральное бюро международных железнодорожных сообщений.
Спустя почти сто лет также в Берне 9 мая 1980 года была подписана Конвенция о международных перевозках по железной дороге (КОТИФ), в соответствии с которой существует Межправительственная организация по международным железнодорожным перевозкам (ОТИФ).
Штаб-квартира организации расположена в Берне, Швейцария.

### Конкуренция других видов транспорта
В XX веке с железными дорогами стали активно соперничать более дешёвые и удобные автомобильные дороги, из-за чего существенно замедлилось строительство новых железных дорог, а местами началось их закрытие и разрушение. Так, в США протяжённость сети сократилась с 429 тыс. км в 1916 году до 220 тыс. км в настоящее время.

### Скоростное движение

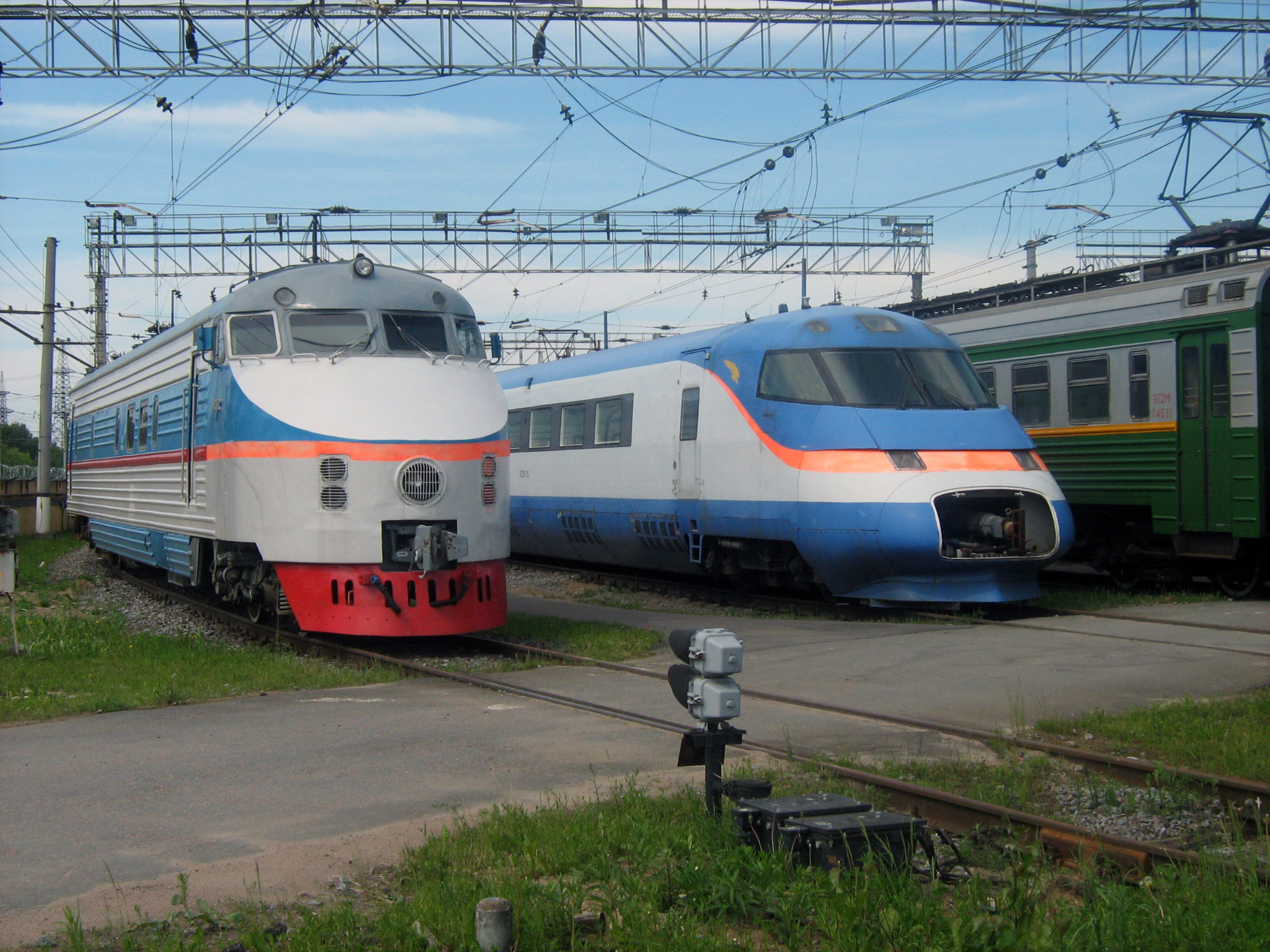
ЭР-200 и ЭС-250 "Сокол" в парке отстоя депо.

## Перспективы развития железных дорог

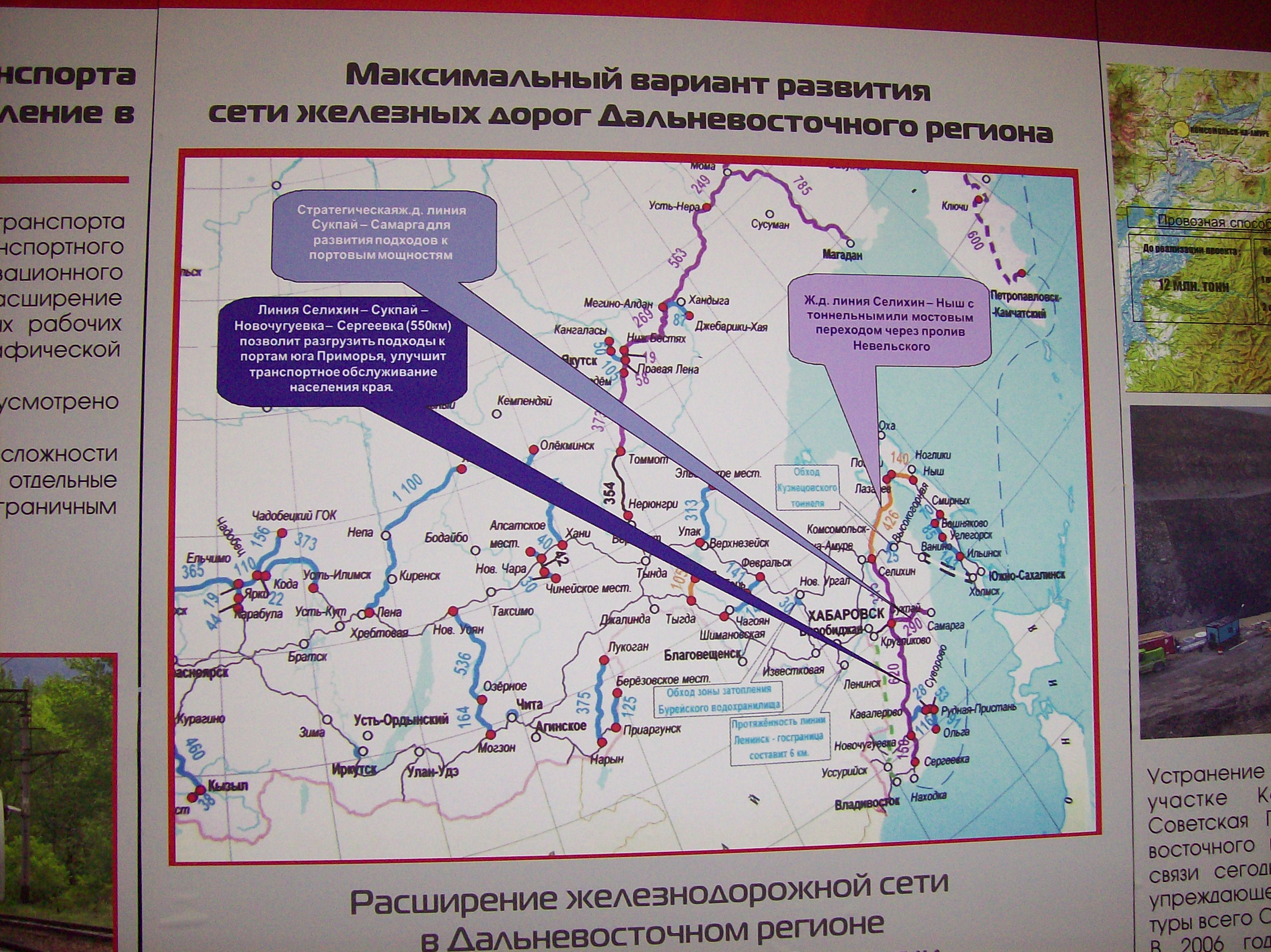
Международная выставка «Транспорт Дальнего Востока», Хабаровск, октябрь 2008 года. Программа Правительства Российской Федерации по развитию железнодорожного транспорта в Сибири и на Дальнем Востоке.

## Применение железных дорог в военных целях
В военное время железные дороги приобретали важнейшее значение в первую очередь как транспортные артерии и во вторую очередь как ещё одно место ведения борьбы с противником. В условиях военного времени на железных дорогах широко применяются санитарные и банно-прачечные поезда, передвижные пункты дегазации и дезактивации, поезда химзащиты.
Вдоль линии фронта для обеспечения перевозки войск и для снабжения войск строились лёгкие в возведении узкоколейные полевые железные дороги или рокадные дороги нормальной колеи.
В качестве боевого средства начиная с Первой мировой войны применялись бронепоезда, изобретённые ещё во время англо-бурской войны.
Во время Второй мировой войны немецкие войска при отступлении начали применять путевой разрушитель «Крюк» для полного уничтожения рельсо-шпальной решётки. Аналогичную конструкцию имели на вооружении и советские войска.
В 70-е годы XX века был разработан боевой железнодорожный ракетный комплекс, имеющий на вооружении межконтинентальные баллистические ракеты с разделяемыми ядерными боеголовками РТ-23УТТХ «Молодец» (по натовской классификации — SS-24 «Sсаlреl»).
Благодаря усилиям американского правительства и договорам СНВ-1 и СНВ-2 вышеуказанные комплексы стали достоянием истории, но по данным «военной программы» (февраль 2011 г.) военное ведомство ведёт разработки нового вида вооружения дальностью до 300 км, которое помещается в контейнер с готовностью 5 минут.